# Mesophleps
Mesophleps is een geslacht van vlinders van de familie tastermotten (Gelechiidae).

## Soorten
- M. acromelas (Turner, 1919)
- M. apentheta (Turner, 1919)
- M. barysphena (Meyrick, 1923)
- M. catericta (Meyrick, 1927)
- M. centrospila (Turner, 1919)
- M. centrothetis (Meyrick, 1904)
- M. cinerellus Turati, 1930
- M. corsicella Herrich-Schäffer, 1856
- M. crocina (Meyrick)
- M. cycnobathra (Lower, 1898)
- M. chloranthes (Lower, 1900)
- M. chloristis (Meyrick, 1904)
- M. dentata (Meyrick, 1904)
- M. epiochra (Meyrick, 1886)
- M. geodes (Meyrick, 1929)
- M. gigantella Li & Sattler, 2012
- M. lala Agenjo, 1960
- M. longinqua (Meyrick, 1923)
- M. macrosema (Lower, 1900)
- M. meliphanes (Lower, 1894)
- M. mesophracta (Turner, 1919)

- M. mylicotis (Meyrick, 1904)
- M. nairobiensis Li & Zhang, 1995
- M. ochroloma (Lower, 1901)
- M. oxycedrella (Millière, 1871)
- M. palpigera (Walsingham, 1891)
- M. safranella (Legrand, 1966)
- M. silacella (Hübner, 1796)
- M. subtilipennis (Turati, 1924)
- M. tabellata (Meyrick, 1913)
- M. tephrastis (Meyrick, 1904)
- M. tetrachroa (Lower, 1898)
- M. trichombra (Lower, 1898)
- M. trinotella Herrich-Schäffer, 1856
- M. trychota (Meyrick, 1929)
- M. unguella Li & Sattler, 2012